# Bećir Omeragić
Bećir Omeragić (sinh ngày 20 tháng 1 năm 2002) là một cầu thủ bóng đá chuyên nghiệp người Thụy Sĩ hiện tại đang thi đấu ở vị trí hậu vệ cho câu lạc bộ Montpellier tại Ligue 1 và Đội tuyển bóng đá quốc gia Thụy Sĩ.

## Sự nghiệp thi đấu

### Zürich
Gia nhập học viện câu lạc bộ Servette FC, Bećir Omeragić đã thể hiện phẩm chất của mình như một hậu vệ và khả năng lãnh đạo từ rất sớm. Anh gia nhập FC Zürich vào tháng 6 năm 2018. Anh chơi trận đấu chuyên nghiệp đầu tiên vào ngày 4 tháng 5 năm 2019, khi vào sân trong trận thua 0-3 trước Basel. Anh được đá chính lần đầu tiên vào ngày 15 tháng 5, trong chiến thắng 3-0 trước FC Thun. Vào tháng 5 năm 2022, anh cùng đội bóng giành chức vô địch Giải bóng đá vô địch quốc gia Thụy Sĩ, danh hiệu thứ 13 của câu lạc bộ.
Omeragić chơi trận đấu đầu tiên tại UEFA Champions League vào ngày 27 tháng 7 năm 2022, khi vào sân thay cho Cheick Condé trong trận hòa 2-2 với Qarabağ.

### Montpellier
Vào ngày 11 tháng 5 năm 2023, sau 5 năm thi đấu cho Zürich, anh ký hợp đồng với câu lạc bộ Montpellier HSC tại Ligue 1.

## Sự nghiệp quốc tế
Omeragić là cầu thủ trẻ quốc tế đại diện cho Thụy Sĩ. Vào tháng 9 năm 2020, anh đã được gọi lên Đội tuyển bóng đá quốc gia Thụy Sĩ chuẩn bị cho các trận đấu tại UEFA Nations League gặp Ukraina và Đức. Anh ra mắt quốc tế vào ngày 7 tháng 10 năm 2020, trong trận giao hữu gặp Croatia.
Vào năm 2021, anh có tên trong danh sách tham dự Giải vô địch bóng đá châu Âu 2020, nơi đội lọt đến vòng tứ kết của giải đấu.

## Đời tư
Sinh ra ở Thụy Sĩ với cha mẹ là người Bosna và Hercegovina, cha anh đến từ Derventa và mẹ anh đến từ Prijedor. Sergio Ramos, Thiago Silva và Emir Spahić là những thần tượng của anh. Anh là anh trai của Nedim Omeragić và anh họ của Edin Omeragić.

## Thống kê sự nghiệp

### Câu lạc bộ
Tính đến 7 tháng 5 năm 2023
| Câu lạc bộ          | Mùa giải            | Giải đấu                              | Giải đấu | Giải đấu | Cúp quốc gia | Cúp quốc gia | Châu lục | Châu lục | Khác | Khác | Tổng cộng | Tổng cộng |
| Câu lạc bộ          | Mùa giải            | Hạng đấu                              | Trận     | Bàn      | Trận         | Bàn          | Trận     | Bàn      | Trận | Bàn  | Trận      | Bàn       |
| ------------------- | ------------------- | ------------------------------------- | -------- | -------- | ------------ | ------------ | -------- | -------- | ---- | ---- | --------- | --------- |
| Zürich              | 2018–19             | Giải bóng đá vô địch quốc gia Thụy Sĩ | 5        | 0        | 0            | 0            | —        | —        | —    | —    | 5         | 0         |
| Zürich              | 2019–20             | Giải bóng đá vô địch quốc gia Thụy Sĩ | 19       | 0        | 1            | 0            | 0        | 0        | —    | —    | 20        | 0         |
| Zürich              | 2020–21             | Giải bóng đá vô địch quốc gia Thụy Sĩ | 29       | 0        | 1            | 0            | —        | —        | —    | —    | 30        | 0         |
| Zürich              | 2021–22             | Giải bóng đá vô địch quốc gia Thụy Sĩ | 27       | 0        | 1            | 0            | —        | —        | —    | —    | 28        | 0         |
| Zürich              | 2022–23             | Giải bóng đá vô địch quốc gia Thụy Sĩ | 19       | 0        | 1            | 0            | 3        | 0        | —    | —    | 23        | 0         |
| Zürich              | Tổng cộng           | Tổng cộng                             | 99       | 0        | 4            | 0            | 0        | 0        | —    | —    | 106       | 0         |
| Tổng cộng sự nghiệp | Tổng cộng sự nghiệp | Tổng cộng sự nghiệp                   | 99       | 0        | 4            | 0            | 3        | 0        | 0    | 0    | 106       | 0         |

1. ↑  Ra sân tại vòng loại UEFA Champions League và UEFA Europa League

## Danh hiệu
FC Zürich
- Giải bóng đá vô địch quốc gia Thụy Sĩ: 2021–22